# Títere de sombra

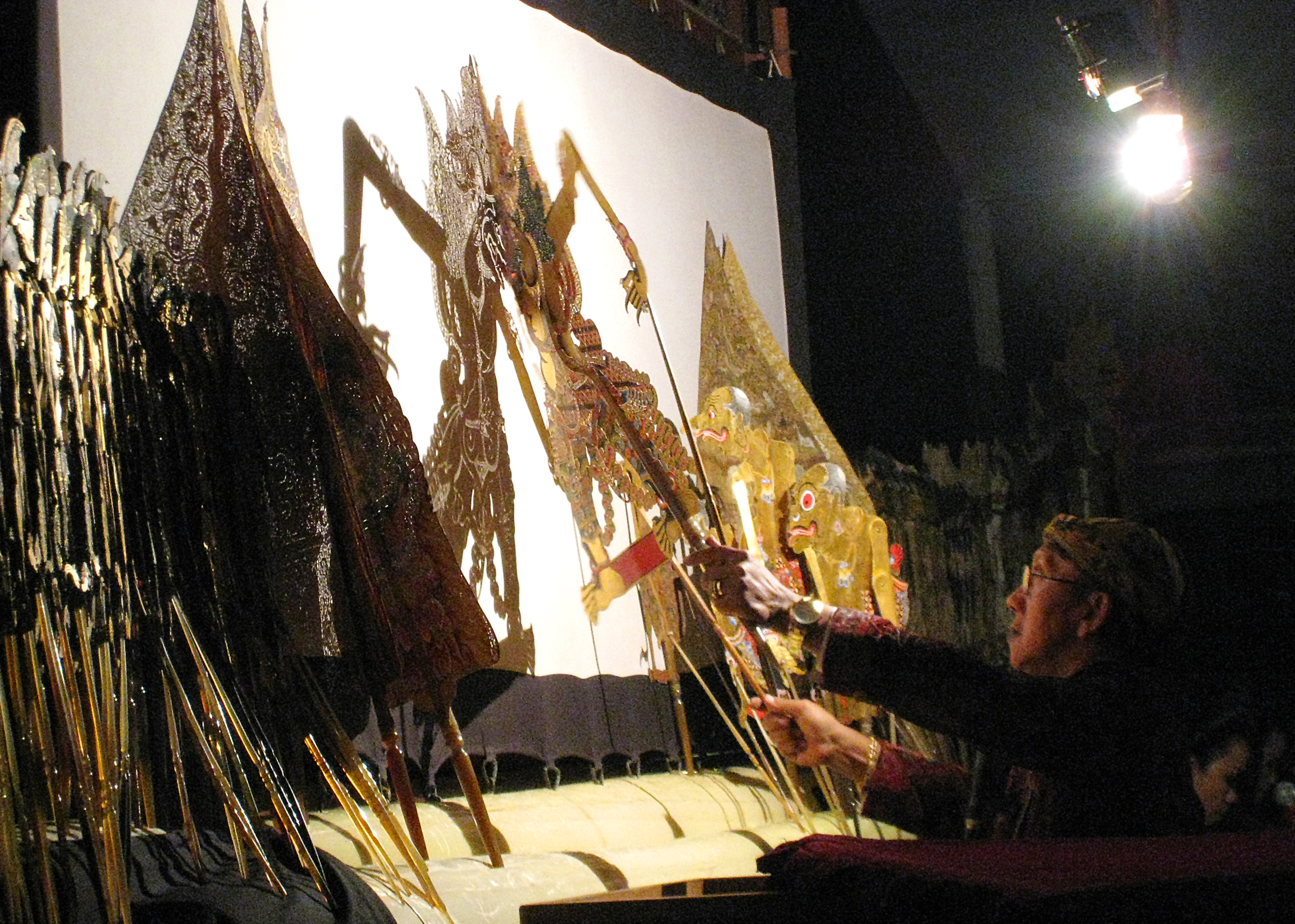
Los impresionantes títeres de sombra javaneses o wayang kulit manipulados por el titiritero indonesio (dalang) Ki Manteb Sudharsono.

Títere de sombra es una de las cuatro técnicas básicas del teatro de títeres, junto con el títere de guante, el de varilla y la marioneta (títere articulado movido por cuerdas o hilos). Relacionado con del conjunto de espectáculos de sombras chinescas, aunque de mayor antigüedad quizá, y con un funcionamiento similar a los títeres movidos por varillas, el títere de sombra suele ser una "figura plana y articulada", opaca o traslúcida, que cobra vida gracias a unas finas varillas que llegan a sus brazos, piernas, cabeza, o tronco. El titiritero que las maneja permanece invisible tras un lienzo o pantalla blanca sobre el que posa las figuras, de cartón, piel o fieltro. La magia se completa gracias a un potente foco de luz que proyecta las siluetas en la pantalla, que aparecen como sombras móviles para los espectadores situados al otro lado.

## Limitaciones y fantasía

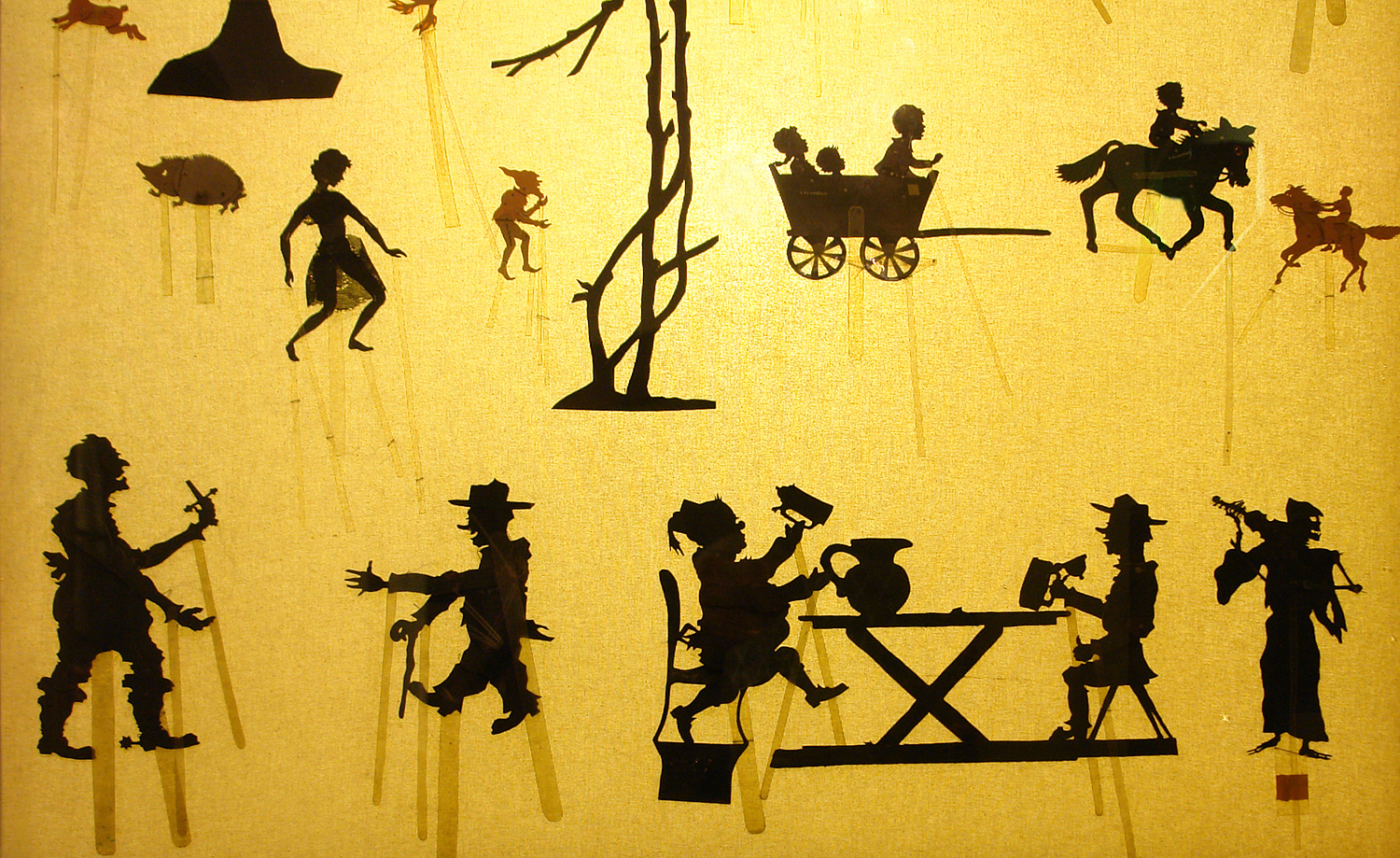
Colección de títeres europeos de sombra en el Museo de Títeres de Lubeca (Alemania).

El titiritero e investigador cubano Freddy Artiles destaca que frente a las obvias limitaciones físicas y técnicas en la manipulación del títere de sombra, el desafío tanto para el artista como para el espectador es tan sugestivo como el ambiente misterioso que provoca la luz focalizada sobre las siluetas, apenas sombras flotantes tras el lienzo. Ese espíritu sitúa esta técnica entre las más antiguas, si no la más primitiva, con un probable origen en la India, a pesar de la denominación popular que las agrupa como 'sombras chinescas' (es decir de la China).
Enraizado en las culturas orientales, países como Indonesia, India, China, o Turquía han desarrollado diversos tipos de teatro para títere de sombras como parte de su patrimonio cultural. Poco conocido en Occidente, tuvo una cierta atención entre finales del siglo XIX y comienzos del XX.